# Herbe
Pour les articles homonymes, voir Herbe (homonymie).
Le terme « herbe » désigne dans une acception large toute plante annuelle ou vivace, non ligneuse, faisant partie des Angiospermes (monocotylédones ou dicotylédones), de couleur généralement verte.
Dans une acception plus étroite, « herbe » désigne couramment les graminées, notamment les graminées fourragères, qui constituent les herbages, les prairies et les pelouses, et les familles voisines par leur morphologie, joncacées (les joncs) et cypéracées (les carex).

## Utilisation
Les herbes possèdent une variété d'utilisations telles que culinaires, médicinales (phytothérapie) ou, même dans certains cas, spirituelles. L'utilisation générale diffère entre herbes culinaires et herbes médicinales. Pour les usages médicinaux et spirituels, certaines parties des plantes pourraient être considérées comme de l'« herbe », comme les feuilles, les fleurs, les graines, les racines, la résine, les baies et parfois le péricarpe ou autres portions de plantes.
Plus spécifiquement, « herbe » peut désigner certaines catégories de plantes utiles (fines herbes, herbes aromatiques en général, herbes médicinales ou officinales), ou nuisibles (mauvaise herbe), mais aussi dans un usage argotique les fleurs de cannabis que l'on sèche pour être fumées dans un but récréatif.

### Herbes culinaires
L'utilisation culinaire des herbes ou fines herbes, concerne les parties vertes feuillues de menues plantes, notamment le persil, la ciboulette, le cerfeuil et l'estragon dans la tradition gastronomique française à la différence des épices, autres parties de plantes, incluant graines, baies, racines et fruits. Elles font partie des herbes aromatiques d'usage plus général.

### Herbes aromatiques

Mimosa pudica.

### Herbes médicinales
Les plantes contiennent des composés phytochimiques faisant effet sur le corps humain.
Ces composés peuvent avoir des effets bénéfiques, lorsqu'ils sont consommés en petites quantités, ou avoir des effets néfastes lorsqu'ils sont consommés en grande quantité. Certains types de plantes, comme le millepertuis perforé (Hypericum perforatum) ou le kava (Piper methysticum) peuvent être utilisés à des fins médicinales pour lutter contre la dépression ou le stress. Cependant, un grand nombre de ces herbes peuvent mener à des infections toxiques pouvant impliquer des complications, parfois sérieuses, et doivent être utilisées avec précaution. Une substance, nommée Shilajit, peut aider à lutter contre le diabète[réf. nécessaire]. Les herbes ont été la base de l'herbologie chinoise depuis des siècles.

## Linguistique
Le terme d'« herbe » apparaît dans un grand nombre de mots composés ou de syntagmes figés désignant des plantes : le tabac a ainsi été appelé historiquement « herbe de la reine » ou « herbe de l'ambassadeur ».
Utilisé absolument, le terme désigne également le cannabis (chanvre ou marijuana). « Herbe » se dit d'ailleurs hachich en arabe, ce qui a donné dans la langue française le mot haschich.

## Botanique

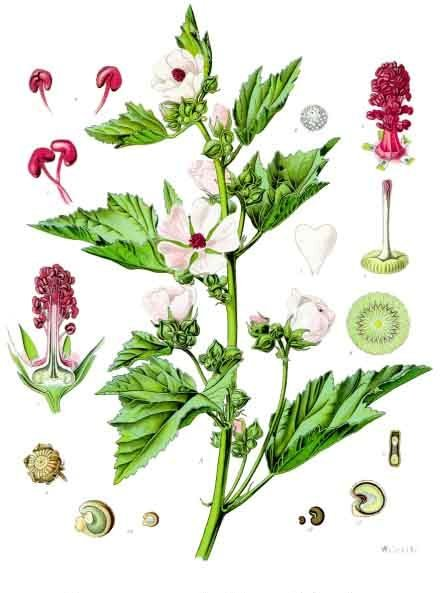
Planche botanique de Althaea officinalis dans l'ouvrage Koehler (1887) de Gustav Pabst.

L'herbe n'a pas de définition botanique précise, bien que certaines classifications, depuis Théophraste opposent les herbes aux végétaux ligneux (arbres et arbustes).
« Herbe » s'oppose facilement à « arbre »  selon deux critères :
- un critère de consistance et de biologie (plante molle non lignifiée). À ce titre, le bananier, bien qu'il atteigne une hauteur de plusieurs mètres est une « herbe géante » qui repousse chaque année à partir de rejets ; le pseudo-tronc, formé par l'emboîtement des feuilles, est coupé pour procéder à la récolte des bananes ;

- un critère de taille : les végétaux ligneux sont associés aux herbes de petite taille, les sous-arbrisseaux, comme le thym, rangé dans les « fines herbes », ou la bruyère, qui compose les landes avec les graminées et d'autres herbes. Toutefois, malgré leur apparence, les cocotiers ou palmiers (Arecaceae), sont également des herbes géantes et non des arbres.

Dans la classification de Raunkier (classification des types biologiques), les herbes correspondent essentiellement :
- aux thérophytes, plantes qui disparaissent pendant la mauvaise saison et survivent sous la forme de graines ; ce sont les plantes annuelles ;

- et aux cryptophytes, plantes dont la partie aérienne meurt à la mauvaise saison et qui survivent grâce à leur partie souterraine, bulbe, rhizome ou tubercule.

### Formations végétales
L'herbe, essentiellement les graminées, est à la base de formations végétales caractéristiques qui occupent d'importantes surfaces de la planète. Celles-ci incluent les herbes hautes (savane des régions tropicales et subtropicales), les herbes basses (prairies naturelles comme la steppe eurasienne et son équivalent en Amérique du Nord, la Grande Prairie, mais aussi la pampa d'Argentine, le veld d'Afrique du Sud ; steppe à alfa d'Afrique du Nord ; lande basse à bruyère de l'Ouest atlantique européen ; prairies permanentes et artificielles des zones tempérées et champs de céréales cultivées) ainsi qu'herbes rases (toundra des zones sub-arctiques) ; pelouse des montagnes (notamment Massif-Central, Alpes) et gazon des pelouses urbaines.